# HKSI Pro Cycling Team/Saison 2016
Dieser Artikel listet Erfolge und Fahrer des Radsportteams HKSI Pro Cycling Team in der Saison 2016 auf.

## Nationale Straßen-Radsportmeister
| Datum    | Rennen                                              | Sieger         |
| -------- | --------------------------------------------------- | -------------- |
| 25. Juni | Meisterschaft von Hongkong – Einzelzeitfahren (U23) | Ka Hoo Fung    |
| 26. Juni | Meisterschaft von Hongkong – Straßenrennen (U23)    | Mow Ching Ying |

## Abgänge – Zugänge
| Zugänge                    | Team 2015 | Abgänge                        | Team 2016       |
| -------------------------- | --------- | ------------------------------ | --------------- |
| Ka Hoo Fung                |           | King Lok Cheung (bis 14. März) | Orica GreenEdge |
| Hiu Fung Choi              |           |                                |                 |
| Maximilian Gil Mitchelmore |           |                                |                 |

## Mannschaft
| Name                       | Geburtstag         | Nationalität |
| -------------------------- | ------------------ | ------------ |
| Chun Hing Chan             | 24. April 1981     | Hongkong     |
| King Wai Cheung            | 3. September 1985  | Hongkong     |
| Ho San Chiu                | 15. Dezember 1995  | Hongkong     |
| Hiu Fung Choi              | 17. Januar 1997    | Hongkong     |
| Ka Hoo Fung                | 13. August 1997    | Hongkong     |
| Burr Ho                    | 23. September 1992 | Hongkong     |
| Siu Wai Ko                 | 9. November 1987   | Hongkong     |
| Wan Yau Lau                | 23. September 1996 | Hongkong     |
| Kwun Wan Law               | 4. August 1995     | Hongkong     |
| Leung Chun-wing            | 20. Januar 1994    | Hongkong     |
| Ka Yu Leung                | 28. Mai 1996       | Hongkong     |
| Ching Ying Mow             | 5. Juni 1995       | Hongkong     |
| Maximilian Gil Mitchelmore | 22. Juli 1997      | Hongkong     |
| Lok Chun Wu                | 18. Juli 1993      | Hongkong     |